# Arrabury Airport
Arrabury Airport är en flygplats i Australien. Den ligger i kommunen Barcoo och delstaten Queensland, omkring 1 200 kilometer väster om delstatshuvudstaden Brisbane. Arrabury Airport ligger 108 meter över havet.
Trakten runt Arrabury Airport är nära nog obefolkad, med mindre än två invånare per kvadratkilometer.. Det finns inga samhällen i närheten.
Omgivningarna runt Arrabury Airport är i huvudsak ett öppet busklandskap. Genomsnittlig årsnederbörd är 191 millimeter. Den regnigaste månaden är februari, med i genomsnitt 49 mm nederbörd, och den torraste är oktober, med 1 mm nederbörd.